# Facultad de Derecho y Ciencias Políticas de la UMSA
La Facultad de Derecho y Ciencias Políticas de la Universidad Mayor de San Andrés es una de las trece facultades que conforman esta universidad pública de Bolivia. La facultad es una de la más antiguas de la universidad y la de mayor prestigio del país. De sus aulas han egresado varios Presidentes de Bolivia, así como  vicepresidentes, ministros, senadores, diputados, gobernadores, alcaldes, magistrados, jueces, fiscales, abogados y un sinnúmero de 
destacados intelectuales, políticos, historiadores, catedráticos universitarios y personajes relevantes a lo largo de la Historia de Bolivia.

## Historia

### SigloXIX
El antecedente histórico de la facultad data del año 1830 con el Decreto Supremo del 25 de octubre de ese mismo año, firmado por el Presidente de Bolivia Mariscal Andrés de Santa Cruz y Calahumana, mediante el cual se crea la todavía Universidad Menor de La Paz.
Después de 10 meses, y por decreto supremo del 13 de agosto de 1831, se eleva de rango a la universidad y se la pasa a denominar oficialmente como Universidad Mayor de San Andrés de La Paz de Ayacucho. 
Inicialmente, la reciente universidad creada, se fundó con solo 5 Facultades :
| Primeras Facultades con las que nació la UMSA en 1830        | Primeras Facultades con las que nació la UMSA en 1830 |
| ------------------------------------------------------------ | ----------------------------------------------------- |
| Facultad de Derecho Público, Jurisprudencia o Derecho Patrio |                                                       |
| Facultad de Ciencias Eclesiásticas                           |                                                       |
| Facultad de Medicina                                         |                                                       |
| Facultad de Matemáticas                                      |                                                       |
| Facultad de Lenguas, Bellas Artes, Literatura y Filosofía    |                                                       |

Durante todo el siglo XIX, la universidad (y por ende la facultad) estuvo sometida al Estado con el fin de fortalecer la organización gubernativa en la nueva estructura política. Era una dependencia más en el sistema educativo del país y una repartición burocrática cuyos cargos se daban como premio a la obsecuencia política. Frente a este centralismo estatal se plantea la autonomía.
En 1872, y durante el gobierno del presidente Tomás Frías Ametller se empieza a plantear una Universidad que sea "libre, no oficial, no pagada, no alterable, "adlibitum" por los gobiernos". 
El año 1889, Valentín Abecia plantea la idea sobre la independencia universitaria. Abecia menciona que Bolivia "debía presentarse como la precursora ideológica de las conquistas autonomistas".

### SigloXX
El año 1918, se origina el Movimiento Reformista de Córdova, el cual influiría 6 años después en Bolivia. En 1924, un grupo de estudiantes bolivianos realizaron un manifiesto en Chuquisaca sobre la autonomía universitaria.
En 1925, con el centenario de Bolivia, comienza a tomar mucha más fuerza la idea uniforme de una autonomía universitaria. A pesar de que existía un gran movimiento de opinión estudiantil, a la universidad le faltaba aún denifir no solamente el autogobierno propio sino también definir los fines del gobierno propio para señalar su misión social y nacional.
La primera Convención Nacional de Estudiantes de 1928 definió un marco de 10 políticas que tienen como una base doctrinal el socialismo, el anticlericalismo, el nacionalismo, el federalismo y el patriotismo reintegracionista.
El Referéndum de 1931 y su decreto ley consagraron la autonomía de las universidades en toda Bolivia. El texto constitucional sólo contenía alcances técnico administrativos. En lo que compete a la parte económica, fue emprendida por la Junta de Gobierno que estableció el patrimonio universitario, con sus bienes y sus rentas disponiendo una participación tributaria sobre impuestos departamentales. 
La Reforma Constitucional de 1938, durante el gobierno del presidente Germán Busch Becerra, le otorga a la autonomía universitaria una categoría constitucional, tal como está establecida hasta la actualidad.
Entre 1955 y 1956, con la excusa de que las universidades eran supuestamente "Recintos de la Burguesía" se planteó a la sociedad boliviana la posible intervención o asalto a las universidades, por parte del pueblo, eliminando de esta manera la autonomía, a raíz de la euforia de la Revolución de 1952 que se vivía en aquella época.
Debido a este problema, en octubre de 1957, se reunió el Primer Congreso Extraordinario de Universidades el cual planteó una nueva Declaración de Principios que establecía su posición a la intervención del gobierno de turno. El intento de cancelación de la autonomía e intervención fue superado imponiéndose nuevamente la institucionalidad de la autonomía como reflejo de una universidad democrática popular y pluralista.
Durante la década de 1960 y la década de 1970 las revoluciones y contrarrevoluciones producidas no afectaron la marcha de la Universidad boliviana que toma el papel de defensora del pueblo y depositaria de la esencia de la nacionalidad boliviana, asumiendo de esa manera un carácter popular, llegando a aseverar en la Asamblea de 1971 que "debe estar subordinada a los intereses del proletariado y de las grandes mayorías campesinas. 
Durante las dictaduras militares de Rene Barrientos Ortuño, Hugo Banzer Suárez, Luis García Meza, etc, la Universidad Mayor de San Andrés (y por ende la facultad de derecho) asumió un papel contestatario y de oposición contra aquellos gobiernos dictatoriales, convirtiéndose de esa manera en el semillero de varios líderes políticos.
Con la instauración de la democracia el año 1982, la visión de la universidad ha concibe una sociedad en proceso de transformación hacia formas de vida solidarias y participativas, sin opresores ni explotados.

### SigloXXI
Desde 1830, la Universidad Mayor de San Andrés ha sido centro de la generación de ideales, movimientos renovadores y de transformación universitaria, cumpliendo a la vez con la misión de dotar profesionales abogados con espíritu de servicio a la Comunidad. 
Durante este siglo, ha significado para la facultad de derecho un constante avance no sólo en lo institucional sino también en lo político, ya que la universidad ha ido consolidándose pese a las variadas intervenciones y otros intentos por volverla a la etapa de la dependencia política e ideológica del gobierno.

## Objetivos
- Lograr el fortalecimiento del nivel de formación profesional de los futuros abogados y politólogos egresados de la carrera de Derecho y Ciencias Políticas, con el objetivo de convertir profesionales con un alto grado de eficiencia, competitividad y calidad dentro del mercado profesional.

- Potenciar, estimular, diversificar, incentivar y mejorar los resultados del proceso de enseñanza y aprendizaje, interacción social, investigación y posgrado.

- Aumentar la importancia a nivel nacional de la carrera de Derecho y de la carrera de Ciencias Políticas como principales instituciones de formación superior del país

- Adecuar el perfil profesional del abogado y del politólogo de acuerdo a las exigencias actuales del mercado laboral con una permanente innovación.[2]

## Área académica

### Postulante a Derecho
Las postulantes o los postulantes a derecho pueden ingresar a la carrera de la universidad mediante 2 modalidades. Todos los postulantes son evaluados tanto intelectual como psicológicamente. 
- Modalidad Prueba de Suficiencia Académica: conocido también como examen de dispensación, consiste en evaluar al postulante sobre los conocimientos básicos que tenga de la Constitución Política del Estado Boliviano, sobre la Historia de Bolivia y sobre la Historia de la Filosofía. La nota mínima de aprobación en esta modalidad es de 51 sobre 100 puntos.

- Modalidad Curso Prefacultativo: Es un curso de corta duración (2 meses), que la Facultad le brinda a todos aquellos postulantes que no pudieron aprobar la Prueba de Suficiencia Académica o también a aquellos postulantes que desean nivelarse a las "exigencias mínimas académicas" que la facultad pide para ingresar a la carrera. Al finalizar el curso, los postulante rendirán el examen único y final sobre todos los conocimientos adquiridos durante su permanencia en el curso prefacultativo. La nota mínima de aprobación en esta modalidad es de 51 sobre 100 puntos.

| Materias que ingresan al Examen para el Ingreso a la carrera de Derecho | Materias que ingresan al Examen para el Ingreso a la carrera de Derecho |
| Modalidad Prueba de Suficiencia Académica                               | Modalidad Curso Prefacultativo                                          |
| ----------------------------------------------------------------------- | ----------------------------------------------------------------------- |
| Constitución Política del Estado Boliviano                              | Constitución Política del Estado Boliviano                              |
| Historia de Bolivia                                                     | Historia de Bolivia                                                     |
| Historia de la Filosofía                                                | Historia de la Filosofía                                                |
|                                                                         | Nociones Básicas del Derecho                                            |
|                                                                         | Régimen Universitario                                                   |

### Primer año de derecho
| Materias de primer año de la carrera de Derecho | Materias de primer año de la carrera de Derecho                     |
| Plan de Estudios 2015                           | Plan de Estudios 2017                                               |
| ----------------------------------------------- | ------------------------------------------------------------------- |
| Economía Política                               | Teoría General del Derecho y Pluralismo Jurídico                    |
| Introducción al Derecho y Pluralismo Jurídico   | Historia del Derecho, Derecho Romano e Historia Jurídica de Bolivia |
| Historia Jurídica y Política de Bolivia         | Derecho Civil I: Personas y Bienes                                  |
| Sociología General                              | Derecho Penal I: Parte General                                      |
| Ciencia Política y Teoría del Estado            | Introducción a la Economía y al Derecho Económico                   |
| Historia del Derecho y Derecho Romano           | Teoría Política y del Estado                                        |
| Técnicas de Investigación Social I              | Sociología General y Sociología Jurídica                            |
| -                                               | Metodología de la Investigación                                     |
| -                                               | Idioma I                                                            |

### Segundo año de derecho
| Materias de segundo año de la carrera de Derecho | Materias de segundo año de la carrera de Derecho             |
| Plan de Estudios 2015                            | Plan de Estudios 2017                                        |
| ------------------------------------------------ | ------------------------------------------------------------ |
| Derecho Económico y Empresarial                  | Derecho Civil II: Obligaciones                               |
| Derecho Informático                              | Derecho Penal II: Parte Especial                             |
| Sociología Jurídica                              | Teoría General del Proceso y Organización Judicial           |
| Derecho Civil I: Personas y Derechos Reales      | Derecho Constitucional                                       |
| Derecho Municipal y Derecho Autonómico           | Derecho Minero y de Hidrocarburos                            |
| Criminología                                     | Derecho Internacional Público                                |
| Derecho Constitucional y Procesal Constitucional | Derecho Ecológico y Derecho Internacional del Medio Ambiente |
| -                                                | Metodología de la Investigación Jurídica                     |
| -                                                | Idioma II                                                    |